# دنيا عبد العزيز
دنيا عبد العزيز (1 نوفمبر 1982 -)، ممثلة مصرية.

## حياتها
ولدت في سوريا لأب مصري وأم من أصول سورية أردنية. بدأت مشوارها الفني منذ أن كانت طفلة عندما كانت تعيش في الكويت، وفي إحدى زيارات الممثلة دلال عبد العزيز لوالداتها، عرضت عليها القيام بأداء دور صغير في فيلم «صراع الزوجات» للمخرجة نعمات رشدي وكانت حينئذ طفلة في العاشرة من العمر وعندما جاءت العائلة إلى القاهرة قامت دنيا بأداء تمثيلي رائع لطفلة في سنها سرعان ما التقط هذه الموهبة ممدوح الليثى وعرض على دنيا أداء دور في فيلم «أحوال شخصية» للمخرج شفيق شامية، ثم «الجراج» حيث قامت بأداء دور ابنة نجلاء فتحي باقتدار وحصلت على جائزة الأداء. ثم قررت الالتحاق بالمعهد العالي للسينما قسم إخراج.

## حياتها الخاصة
في يوم 22 فبراير سنة 2022، أُعلنَ عن عقد قرانها من المهندس مصطفى كامل، الذي هو من خارج الوسط الفني، ونُشرت صور زفافها مع زوجها بحضور أهلها وعدد من الفنانين.

## أعمالها

### من الأفلام
- اللعنة الأخيرة.
- صراع الزوجات.
- استقالة جابر.
- الجراج.
- حنحب ونقب.
- المرأة والساطور.
- أمير الظلام.
- قصاقيص العشاق.
- كلم ماما.
- حالة حب.
- أشتاتا أشتوت.
- مهمة صعبة.
- عجميستا.
- كابتن هيما.
- الفرقة 16 إجرام.
- أحوال شخصية
- السوق
- قطار الذكريات

### من المسلسلات
- المداح (مسلسل): منال
- اللي مالوش كبير: نادين
- البرنس
- يوميات ونيس (ج3).. مجبورة
- فريسكا
- أدهم وزينات والثلاث بنات
- البنات
- عفريت القرش
- حلمتشي
- كان ياما كان
- فارس بلا جواد
- مسألة كرامة
- سنوات الحب والملح
- اغلى من حياتي 1-2
- فستان فرح
- احنا الطلبة
- بشرى سارة
- نساء لا تعرف الندم
- العودة إلى الحياة
- زهرة برية
- أنا قلبي دليلي
- بنت من الزمن ده
- العمدة هانم
- ليل الثعالب
- الهاي سكول
- الفنار
- قلب الخطر
- السماح
- عائلة مجنونة جداً
- حاسبوا منه
- سفير النوايا الحسنة
- ساعة عصاري
- لا أحد ينام في الإسكندرية
- أذكى غبي في العالم
- القاهرة ترحب بكم
- مطعم تشي توتو
- حكايات بابا فرحان
- الشارد
- احلامنا الحلوة
- عبدالحميد اكاديمي
- صاحبك من بختك
- اجري اجري
- بنات افكاري
- خلف الأبواب المغلقة
- وبقيت الذكريات
- جريمة في قصر العدالة
- المال والبنون (ج2)
- على بابا و الأربعين حرامي
- عائلة ونيس
- العقاب
- ويأخذنا تيار الحياة
- عودة الربيع
- قلوب حائرة
- رحيم
- الأسطورة[3]
- البرنس
- اللي مالوش كبير (مسلسل)
- حواري بخاريست

### من المسرحيات
- زقاق المدق:2021
- رئيس جمهورية نفسه
- عائلة ونيس

## روابط خارجية
- دنيا عبد العزيز على موقع IMDb (الإنجليزية)
- دنيا عبد العزيز على موقع الدهليز
- دنيا عبد العزيز على موقع قاعدة بيانات الأفلام العربية
- دنيا عبد العزيز على موقع قاعدة بيانات الفيلم (الإنجليزية)